# Król Piast

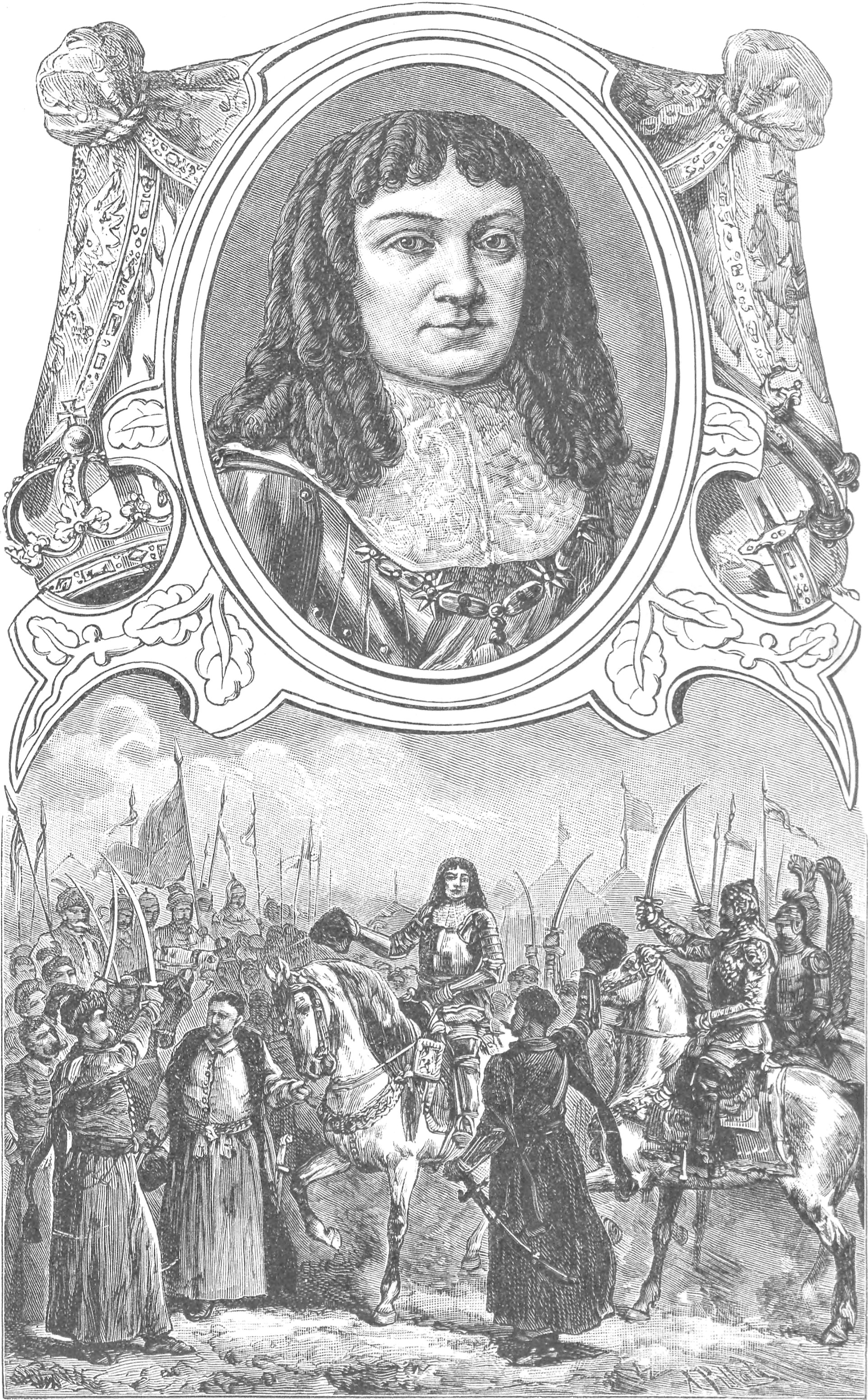
Elekcja Michała Wiśniowieckiego przez patriotyczną szlachtę (rycina Ksawerego Pillatiego, 1888)

Król Piast (Michał książę Wiśniowiecki). Powieść historyczna – powieść historyczna Józefa Ignacego Kraszewskiego z 1885 roku, jako 26 z kolei zaliczana do cyklu Dzieje Polski.
Opublikowana drukiem w dwóch tomach przez Michała Glücksberga, ukazała się dopiero trzy lata później. Do roku 1930 miała liczne wznowienia, ponadto w okresie zaborów trzykrotnie była wydawana w przekładzie rosyjskim.

## Tło powstania
Utwór powstał w trudnych warunkach więziennych (podczas wyroku odbywanego w twierdzy magdeburskiej), być może ukończony został w San Remo, w ciężkim stanie zdrowia pisarza, pozbawionego wówczas pełnego dostępu do źródeł, co zwykle było warunkiem tworzenia przez niego rzetelnych powieści historycznych. Dlatego oceniany w sfabularyzowanej serii historycznych kronik „Dzieje Polski”, Król Piast nie należy do najlepszych powieści tego cyklu. 

## Treść
Pod koniec 1668 roku, po abdykacji Jana Kazimierza rozpoczyna się kolejna elekcja mająca wyłonić przyszłego króla. Magnaci na czele z prymasem Mikołajem Prażmowskim i hetmanem Janem Sobieskim popierają w większości francuskiego kandydata – Kondeusza. Kiedy wydaje się, że jego wybór jest przesądzony, nieoczekiwanie szlachta zgromadzona na polu elekcyjnym na Woli buntuje się przeciw dyktatowi magnaterii i obala tę kandydaturę. Szlachta domaga się tym razem króla „Piasta”, czyli monarchy rodzimego pochodzenia. Ostatecznie zostaje nim nieoczekiwanie ogłoszony Michał Korybut Wiśniowiecki jako syn sławnego Jeremiego – dotychczas nieznaczące książątko legitymujące się jedynie wybitnym ojcem i szanowanym pochodzeniem.
Elekt od początku jest jednak świadom, że jego panowanie będzie naznaczone niezwykłymi trudnościami. Kraj zagrożony agresywnymi działaniami ze strony Turcji staje się dodatkowo polem ostrego wewnętrznego konfliktu pomiędzy królem a tą częścią magnaterii, która nie może pogodzić się z jego wyborem, i zdolną poświęcić nawet interes Rzeczypospolitej, ażeby dopiąć celu w pozbyciu się niepożądanego władcy. Jego osobisty dramat pogłębiają skutki politycznie narzuconego związku małżeńskiego z niechętną mu Eleonorą Habsburżanką, która rozmyślnie poniża go i upokarza nie tolerując w roli męża. Sam król ukazany jest w opowieści jako pobożna postać łagodna i dobrotliwa, zbyt słaba psychicznie i niezdolna do sprostania tak kryzysowej sytuacji, nadto jako osoba schorowana, niemogąca podołać obowiązkom wynikającym z funkcji monarchy.

## Cechy utworu
Powieść podzielono na dwa tomy, różne od siebie charakterem, lecz przy zachowaniu tej samej zasady kompozycyjnej, polegającej na przeplataniu relacji historycznej w autorskiej narracji z fikcyjnymi scenami i wątkami urozmaiconymi przez dialogi. Tom pierwszy ma cechy kroniki wydarzeń ukazującej chronologicznie zjawiska z zakresu polskiej obyczajowości politycznej (zabiegi i intrygi przedelekcyjne), oparte na źródłach historycznych. W drugim nadano opowieści cechy zbeletryzowanej biografii poprzez umieszczenie licznych scen fikcyjnych i skupienie uwagi na tytułowej postaci z emocjonalnym ukazaniem dramatyzmu jej sytuacji. Tej fabularyzacji rzeczywistych wydarzeń miało też służyć wprowadzenie pobocznych wątków miłosnych. Natomiast ze szkodą dla ogólnego obrazu dziejowego pominięto w fabule szereg ważnych wydarzeń za panowania „króla Piasta” (ciąg sejmów zrywanych przez rywalizujące stronnictwa, zawiązanie wrogich konfederacji – gołąbskiej i szczebrzeszyńskiej, okoliczności utraty Kamieńca Podolskiego i zawarcia traktatu w Buczaczu).  